# Parasthenias fulvotomentosus
Parasthenias fulvotomentosus – gatunek chrząszcza z rodziny kózkowatych i podrodziny zgrzypikowych. Jedyny przedstawiciel rodzaju Parasthenias.

## Zasięg występowania
Gatunek ten występuje w Kenii.